# Dělovoj centr (stanice metra v Moskvě)
Dělovoj centr (rusky Деловой центр) je stanice moskevského metra na Kalininsko-Solncevské lince, i když po otevření v roce 2014 na linku nenavazuje. Spojení se zbylou částí Kalininsko-Solncevské linky je plánováno na rok 2020. Stanice je přestupní na stanici Vystavočnaja Filjovské linky a v budoucnu naváže na stejnojmennou stanici Třetího přestupního okruhu.